# أستون باريت
أستون باريت (بالإنجليزية: Aston Barrett)‏ هو عازف قيثارة جامايكي، ولد في 22 نوفمبر 1946 في كينغستون في جامايكا.

## وصلات خارجية
- أستون باريت على موقع IMDb (الإنجليزية)
- أستون باريت على موقع ألو سيني (الفرنسية)
- أستون باريت على موقع ميوزك برينز (الإنجليزية)
- أستون باريت على موقع أول ميوزيك (الإنجليزية)
- أستون باريت على موقع ديسكوغز (الإنجليزية)
- أستون باريت على موقع قاعدة بيانات الفيلم (الإنجليزية)
- أستون باريت على موقع كينوبويسك (الروسية)